# Pawłowka (obwód uljanowski)
Pawłowka – osiedle typu miejskiego w Rosji, w obwodzie uljanowskim. W 2010 roku liczyło 5626 mieszkańców.